# Gerda Mayer
Gerda Kamilla Mayer (geboren als Gerda Stein, 9. Juni 1927 in Karlsbad, Tschechoslowakei; gestorben 15. Juli 2021 in London) war eine tschechoslowakisch-britische Holocaustüberlebende und Lyrikerin.

## Leben
Gerda Stein war eine Tochter des Kaufmanns Arnold Stein und der Erna Eisenberger, die eine Strickwarenwerkstatt betrieb. Johanna Travnicek war ihre Halbschwester aus der ersten Ehe ihrer Mutter. Die Familiensprache war Deutsch.
Beim Anschluss des Sudetenlandes an das nationalsozialistische Deutsche Reich 1938 floh die jüdische Familie nach Prag und versuchte zunächst erfolglos, Einreisepapiere für irgendein Fluchtland zu bekommen. Im Februar 1939 fand sich Hilfe beim British Committee for Refugees from Czechoslovakia (BCRC), für das Nicholas Winton in London arbeitete und Trevor Chadwick in Prag. Gerda Stein flog am 14. März 1939 mit einem Kindertransport nach Croydon Airport, einen Tag vor der deutschen Besetzung der Tschechoslowakei. Stein fand einen Platz in Chadwicks Familie in Swanage.
Steins Vater wurde nach Kriegsbeginn 1939 in das Konzentrationslager Nisko im besetzten Polen verschleppt, ihm gelang die Flucht in das sowjetisch besetzte Polen, von wo er von den Sowjets in ein Zwangsarbeitslager verschleppt wurde und verschwand. Steins Mutter Erna wurde im Oktober 1942 im Ghetto Theresienstadt inhaftiert und 1943 im KZ Auschwitz ermordet. Ihre Halbschwester Johanna arbeitete als Bankangestellte und überlebte als Halbjüdin die Verfolgung in Prag, sie erkrankte nach Kriegsende an Schizophrenie und starb 2007 in der Psychiatrischen Anstalt Neuruppin.
Stein besuchte ab 1940 eine Boarding School in Swanage, in der sie als „Deutsche“ gehänselt wurde, und ab 1942 die Stoatley Rough School in Haslemere, die 1934 von der Quäkerin Bertha Bracey und der Emigrantin Hilde Lion gegründet worden war, um jüdische Flüchtlingskinder aufzufangen. Mayer widmete später ihren Lehrerinnen Hilde Lion, Emmy Wolff und Luise Leven das Gedicht A Lion, a Wolf and a Fox.
Nach Schulabschluss besuchte Stein 1945 eine Hachschara zur Vorbereitung auf die landwirtschaftliche Arbeit in Palästina. Im Mai 1946 beschloss sie, in England zu bleiben und als Bürokraft zu arbeiten. Sie heiratete im September 1949 Adolf Mayer und erhielt die britische Staatsangehörigkeit. Adolf Mayer war 1939 aus Wien geflohen; er war von 1940 bis 1946 Soldat der British Army und arbeitete danach als Büroangestellter. Ab 1960 führte er ein Importgeschäft, in dem Gerda Mayer mitarbeitete; er starb 2009.
Mayer studierte ab Ende der 1950er Jahre am Bedford College, University of London, und erhielt 1963 einen B.A. in Englisch, Deutsch und Kunstgeschichte. Danach unterstützte sie kurze Zeit ihren Hochschullehrer, den Kunsthistoriker Nikolaus Pevsner bei der Erstellung der Buchreihe The Buildings of England. Sie widmete sich dann eigenen Gedichten, in denen sie den Holocaust verarbeitete. 1975 erschien ihre erste Gedichtsammlung in der Anthologie Treble Poets 2. Sie schrieb auch Gedichte für Kinder und Jugendliche. Die Anthologie The Oxford Book of Story Poems (1990) enthält Mayers Balladen über Rübezahl und Hans Heiling.
Mayer widmete ihren Gedichtband A Heartache of Grass 1988 ihrer Ziehmutter Muriel Chadwick und Trevor Chadwick. Dessen Nichte, die Kinder- und Jugendbuchautorin Jenny Koralek, befasste sich 2002 in ihrem Buch War Games mit Gerda Steins Geschichte.

## Werke (Auswahl)
- Oddments. Eigenverlag. 1970
- Gerda Mayer's Library Folder. Illustrationen Deirdre Farrell. All In (Nina Steane), 1972
- (Hrsg.): Poet Tree Centaur: A Walthamstow Group Anthology. 1973
- Florence Elon, Daniel Halpern, Gerda Mayer: Treble Poets 2. Chatto & Windus, 1975
- The Knockabout Show. Chatto & Windus, 1978
- Monkey on the Analyst's Couch. Ceolfrith Press, 1980
- Norman Nicholson, Gerda Mayer, Frank Flynn: The Candy-Floss Tree. Oxford University Press, 1984
- March Postman. Priapus Press, 1985
- A Heartache of Grass. Peterloo Poets, 1988
- Time Watching. Hearing Eye, 1995
- Flight to England. In: Poetry Review  88.4, The Poetry Society, Winter 1998/99
- Bernini’s Cat, New & Selected Poems. Iron Press, Manchester 1999, ISBN 0-906228 69 7
- Hop Pickers' Holiday. The Happy Dragons Press, 2003
- Prague Winter. Autobiografie. Hearing Eye, 2005, ISBN 978-1-870841-12-2